# Emil von Řezníček
Pour les articles homonymes, voir Reznicek.
Emil von Řezníček, de son nom complet Emil Nikolaus von Řezníček, est un compositeur autrichien d'origine tchèque, né à Vienne le 4 mai 1860 et mort à Berlin le 2 août 1945.

## Biographie
Řezníček est le fils du lieutenant-maréchal Josef von Řezníček et de la fille d'un prince roumain Clarissa Ghika. Il étudie simultanément la musique et le droit à Graz. Il suspend ses études de droit et poursuit celles de la musique. Par la suite, il assure la direction d'orchestre au théâtre de Graz puis à Berlin entre autres. Pendant son séjour à Prague, son premier fils, Friedrich ("Fritz"), est né le 22 février 1887. De 1886 à 1894, il est kapellmeister au 88e régiment d'Infanterie de Prague et c'est dans cette ville qu'il rencontre le succès à la première de son opéra comique Donna Diana le 16 décembre 1894. Son fils, Friedrich, servira plus tard comme lieutenant dans l'armée autrichienne avant d'émigrer aux États-Unis le 1er août 1907, où il adoptera le nom de famille de sa mère, "von Marbod," et élèvera une famille de douze enfants avec sa femme, Katharina Riese, originaire de Dresde. Ironiquement, certains des petits-fils de Reznicek serviront plus tard dans l'armée américaine, combattant contre le régime nazi durant la Seconde Guerre mondiale. Au printemps 1902, il s'installe à Berlin et effectue des tournées en Russie et en Angleterre. En 1933, l'arrivée au pouvoir des nazis en Allemagne ne provoque pas son départ bien qu'il tente d'éviter d'être impliqué dans le régime. 
Řezníček est un ami proche de Richard Strauss bien que leur relation puisse être considérée comme ambivalente. Le poème symphonique de Řezníček Schlemihl de 1912 peut être considéré comme une parodie de celui de Strauss, Une vie de héros. L'humour, souvent sarcastique, que l'on perçoit dans la musique de Řezníček est l'une des principales caractéristiques de sa musique, notamment le galop de Blaubart dans l'opéra Ritter Blaubart ou la tarentelle du mouvement final de sa Cinquième symphonie Tanz-Symphonie.
Il fut anobli sous le titre Freiherr.

## Postérité
En 1988, l'ouverture de son opéra-comique Donna Diana est interprétée au concert du nouvel an à Vienne, sous la direction de Claudio Abbado. C'est la seule fois où une œuvre d'Emil von Řezníček est entendue lors de ce traditionnel concert.